# Тайто (специальный район)

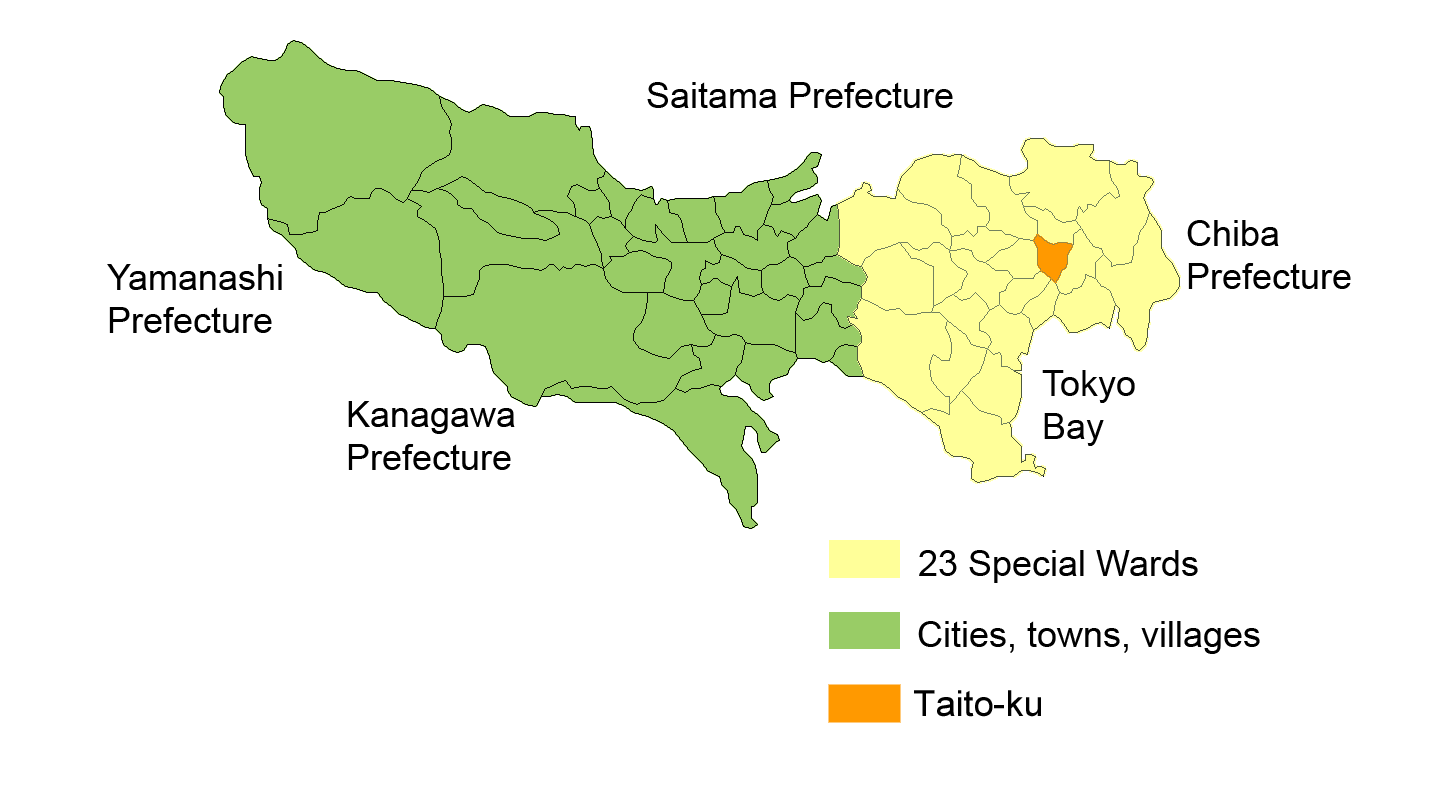
Район Тайто на карте

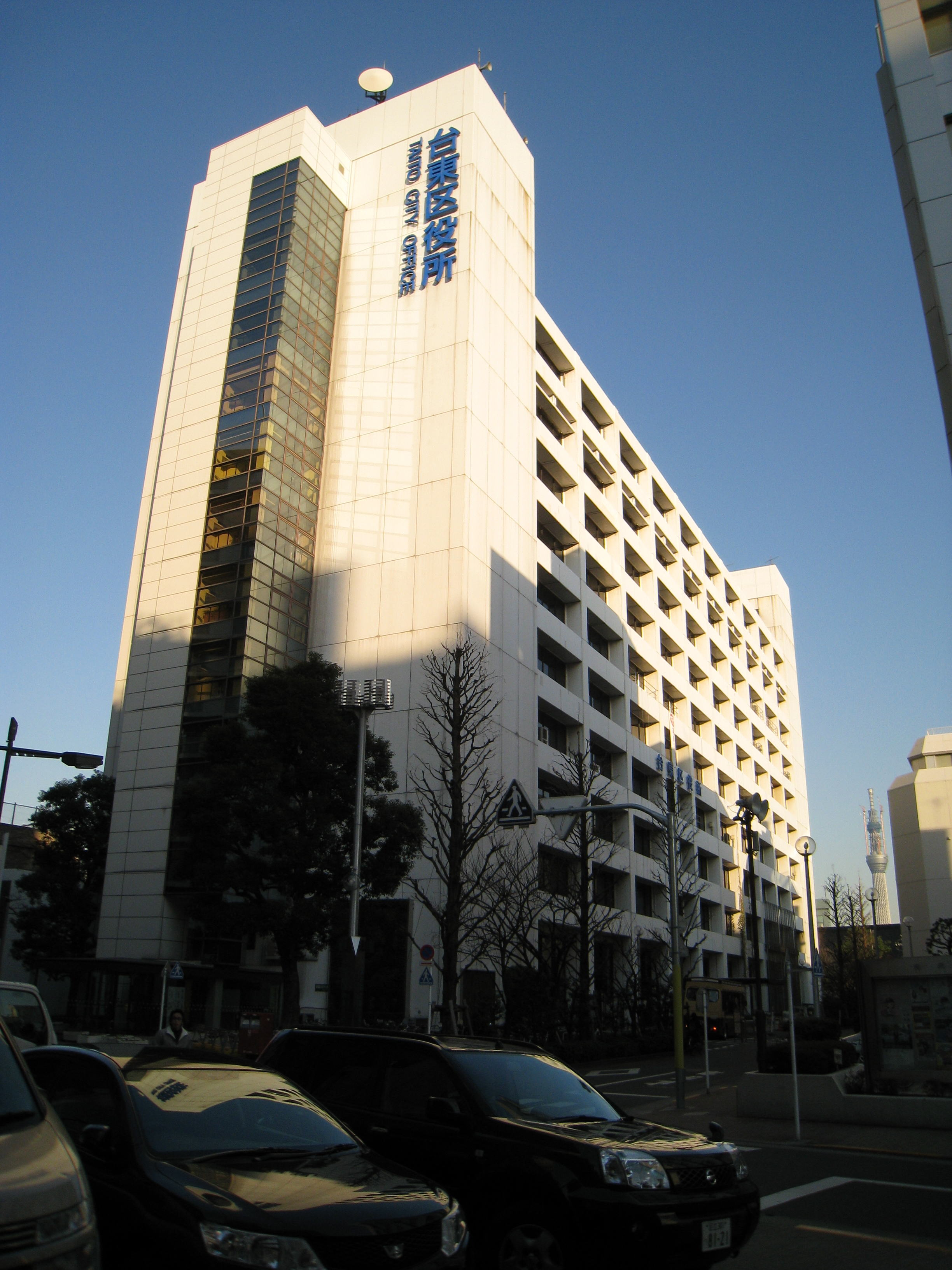
Мэрия района Тайто

Тайто (яп. 台東区 Тайто:-ку) — один из 23 специальных районов Токио.

## География и население
Тайто расположен на северо-востоке от центра Токио, граничит с районами Аракава, Бункё, Сумида, Тиёда и Тюо. Общая площадь района — 10,11 кв. км, население по состоянию на 1 мая 2020 года — 209 998 человек, плотность населения — 20,771 чел./км².

## Основные кварталы
- Акихабара
- Амэёко
- Асакуса
- Уэно
- Янака

## Экономика
В Тайто базируются корпорации «Токио Метро» (транспорт), «Хитати Констракшн Машинери» (строительная техника), «Тайо Юдэн» (электроника), «Фудзи Софт» (программное обеспечение), «Бандай» (игрушки и видеоигры), «Бандай Чэннел» (анимация), «Сёэй» (мотошлемы).
В районе расположены торговые центры и универмаги «Мацудзакая», «Мацуя», «Маруи», «Ёдобаси Акиба», «Исимару», «Айсан», «Сега», «Дон Кихот», «Лаокс», «Мансэй», «Аоки», «Софмап», «Накаура», «Такарада», «Цукумо», «Токио Радио», «Ливина», «Вакамацу», «Мандаракэ», «Рокс», а также исследовательский центр компании «Рико».

## Достопримечательности
- Парк Уэно, на территории которого расположены Токийский национальный музей, Национальный музей природы и науки, Национальный музей западного искусства, Токийский городской художественный музей, Музей университета искусств, Королевский музей Уэно, Международная библиотека детской литературы, концертный зал «Токио Бунка Кайкан», храм Тосё-гу и зоопарк Уэно.
- Станция Уэно с «Хард Рок Кафе».
- «Акихабара Электрик Таун» — квартал, где продаются компьютеры, бытовая электроника, комплектующие, музыкальные инструменты, игрушки, книги, сборники аниме и манга.
- Храм Сэнсо-дзи и старый квартал гейш в квартале Асакуса.
- Сад семьи Ивасаки, основавшей группу «Мицубиси».
- Музей Ёкояма Тайкана.
- Мечеть в квартале Асакуса.
- Музей Ситамати

## Галерея

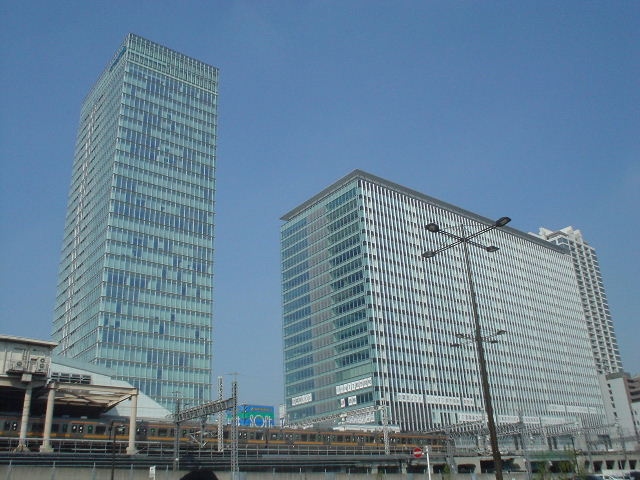
Станция Акихабара
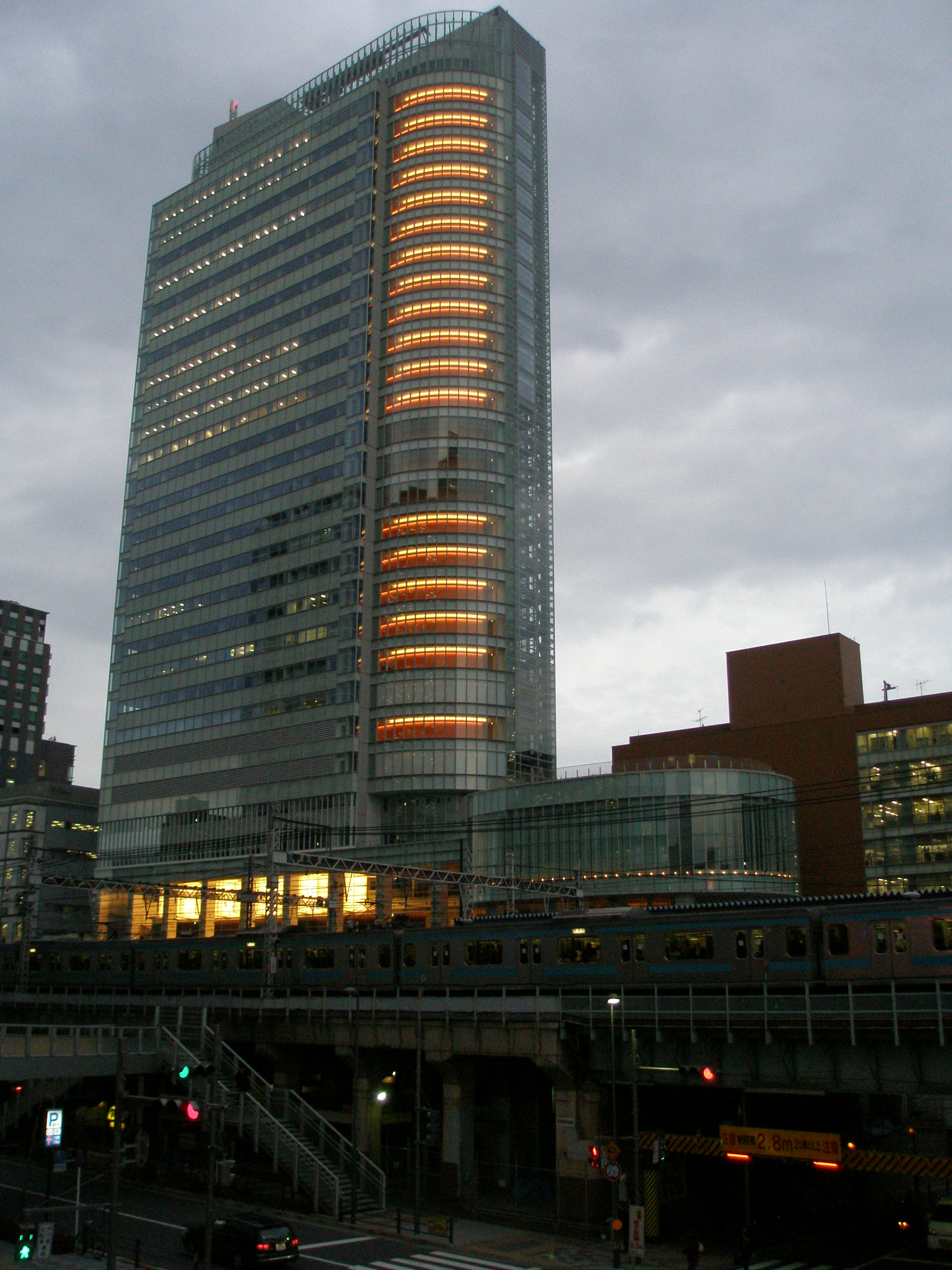
Штаб-квартира Фудзи Софт
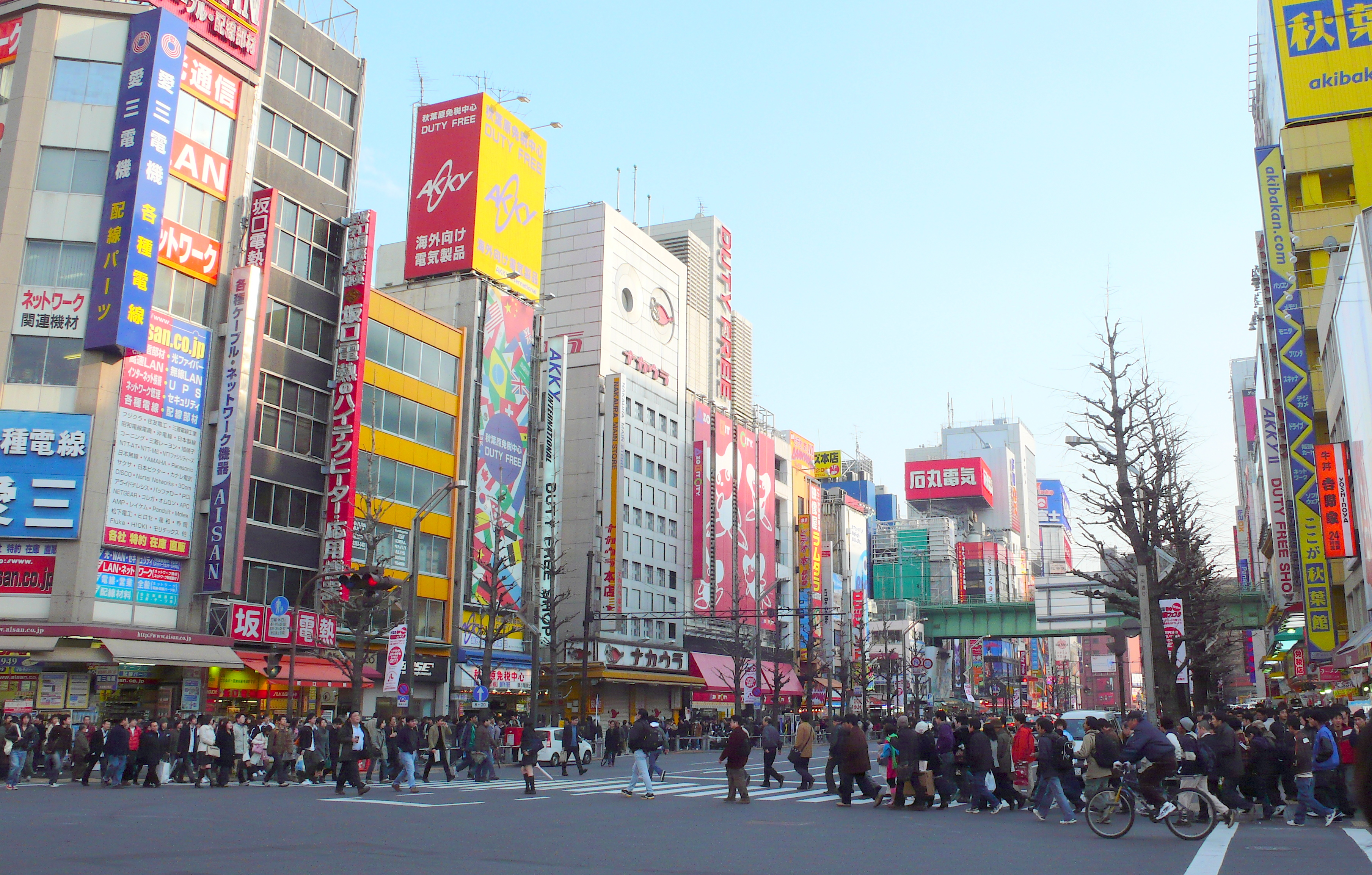
Квартал Акихабара
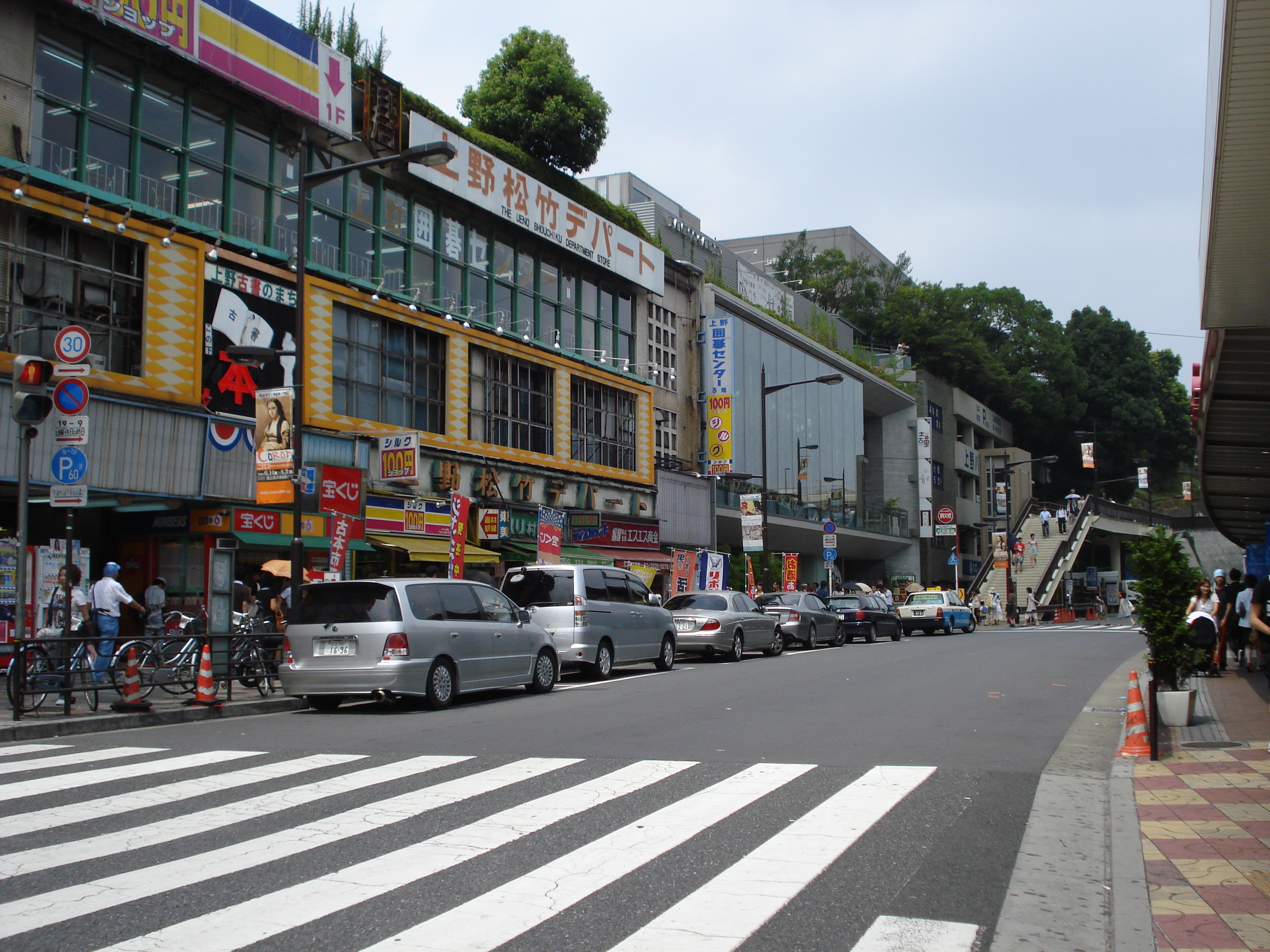
Квартал Уэно
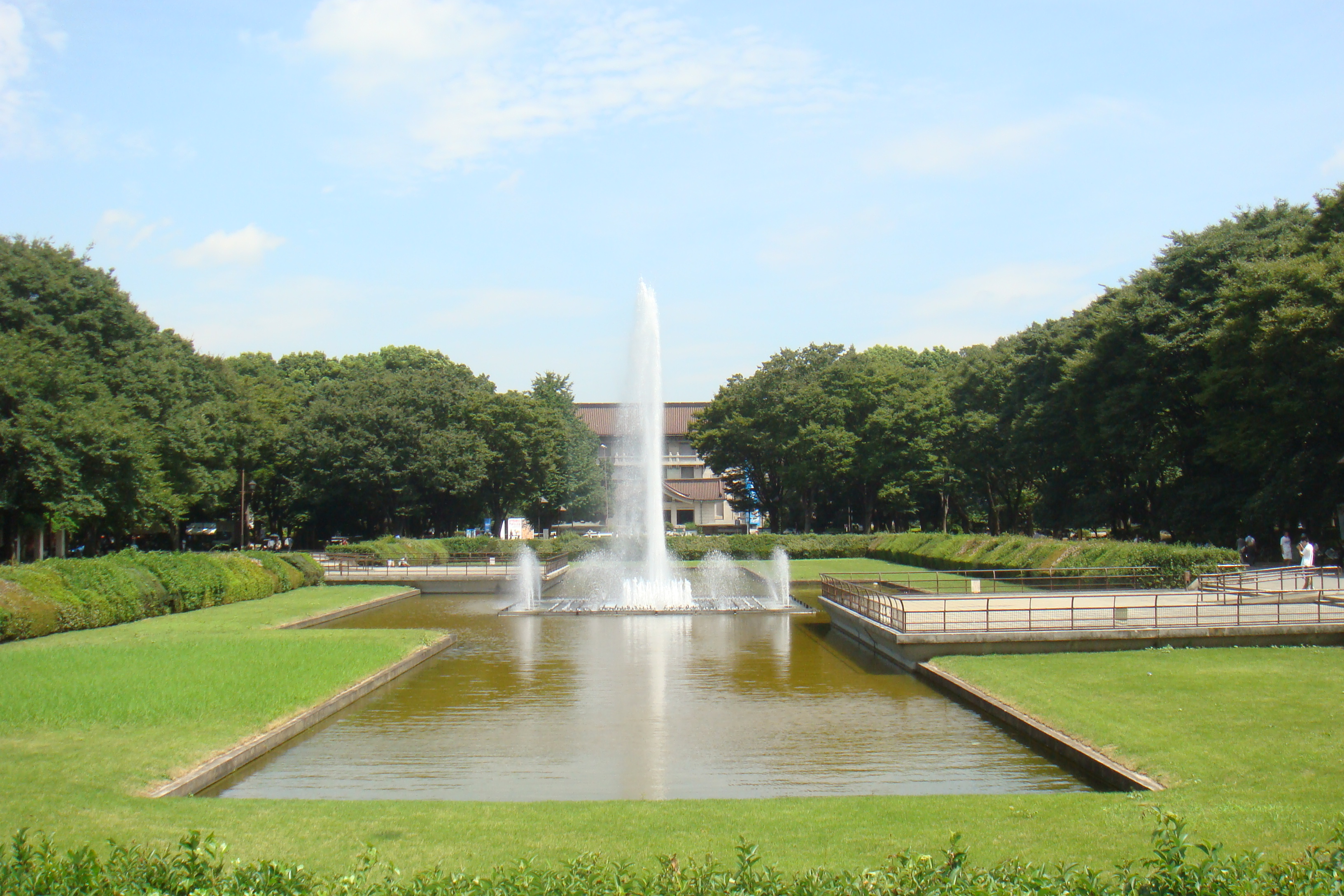
Парк Уэно
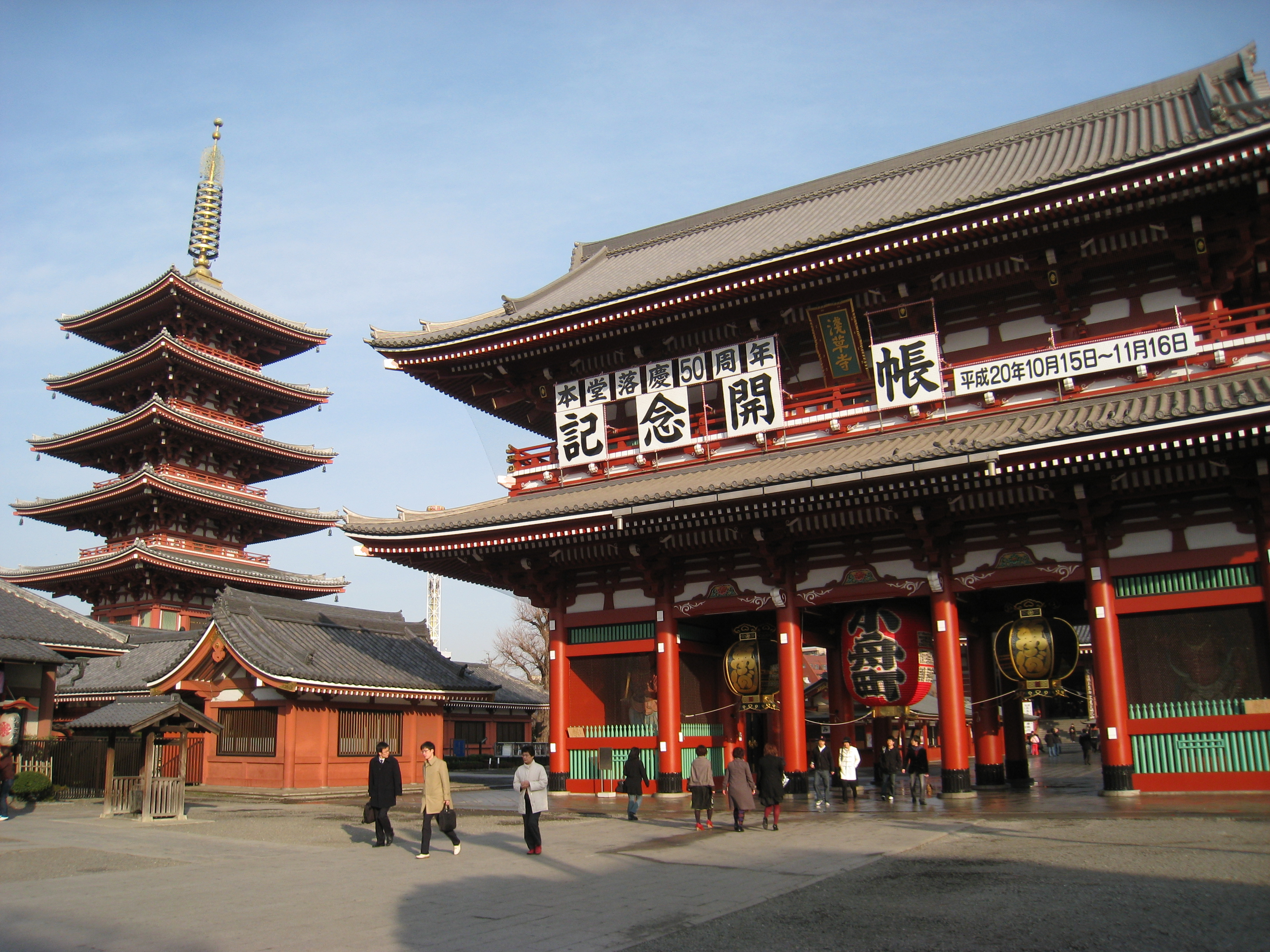
Храм Сэнсо-дзи